# Dziadosz
Dziadosz – polskie nazwisko.

## Znane osoby o nazwisku Dziadosz
- Michał Dziadosz – poeta, muzyk, autor tekstów, kompozytor, multiinstrumentalista
- Rudolf Dziadosz – oficer Wojska Polskiego II Rzeczypospolitej, porucznik artylerii, cichociemny
- Władysław Dziadosz – doktor praw, major piechoty Wojska Polskiego, uczestnik walk o niepodległość, działacz państwowy II Rzeczypospolitej.

## Statystyki
Według serwisu Moikrewni.pl w Polsce w 2013 roku żyło 2749 osób o nazwisku Dziadosz. Największa część populacji występuje w Polsce południowo-wschodniej, w tym poniższych miastach/powiatach:
- 288 osób w Jaśle (0,8% populacji)
- 194 osób w Strzyżowie (2,2% populacji)
- 149 osób w Lublinie (0,04% populacji).